# Yarzé
Yarzé (arabe : يرزة) est une ville du district de Baabda, au Liban, situé au sud-est de Beyrouth, dans la banlieue de la capitale libanaise.
Le siège du Ministère libanais de la Défense se trouve à Yarzé. On y trouve aussi le Musée militaire libanais. Le village est connu aussi pour son mémorial intitulé Espoir de Paix, conçu par Arman et offert par lui au Liban en 1995.